# 충청북도의 중학교 목록
다음 목록은 충청북도에 있는 중학교 목록이다.

## 가
가경중학교 · 
가덕중학교 · 
각리중학교 · 
감곡중학교 · 
경덕중학교 · 
광혜원중학교 · 
괴산북중학교 · 
괴산오성중학교 · 
괴산중학교 · 
금천중학교

## 나
남성중학교 · 
내수중학교 · 
내토중학교 · 
노은중학교

## 다
단성중학교 · 
단양소백산중학교 · 
단양중학교 · 
대성여자중학교 · 
대성중학교 · 
대소중학교 · 
대제중학교 · 
덕산중학교 · 
동성중학교

## 마
매괴여자중학교 · 
매포중학교 · 
무극중학교 · 
문의중학교 · 
미원중학교

## 바
백운중학교 · 
보덕중학교 · 
보은여자중학교 · 
보은중학교 · 
복대중학교 · 
봉명중학교 · 
봉양중학교

## 사
산남중학교 · 
산척중학교 · 
삼성중학교 · 
새너울중학교 · 
생극중학교 · 
생명중학교 · 
서경중학교 · 
서원중학교 · 
서전중학교 · 
서현중학교 · 
성화중학교 · 
세광중학교 · 
속리산중학교 · 
솔강중학교 · 
솔밭중학교 · 
송면중학교 · 
송절중학교 · 
송학중학교 · 
수곡중학교 · 
수산중학교 · 
수안보중학교 · 
신니중학교 · 
신명중학교 · 
심천중학교

## 아
안내중학교 · 
앙성중학교 · 
양청중학교 · 
연풍중학교 · 
영동중학교 · 
영신중학교 · 
영춘중학교 · 
오송중학교 · 
오창중학교 · 
옥산중학교 · 
옥천여자중학교 · 
옥천중학교 · 
용성중학교 · 
용아중학교 · 
용암중학교 · 
운동중학교 · 
운호중학교 · 
원봉중학교 · 
원평중학교 · 
율량중학교 · 
음성여자중학교 · 
음성중학교 · 
의림여자중학교 · 
이원중학교 · 
이월중학교 · 
일신여자중학교

## 자
정수중학교 · 
제천덕산중학교 · 
제천동중학교 · 
제천여자중학교 · 
제천중학교 · 
주덕중학교 · 
주성중학교 · 
중앙탑중학교 · 
중원중학교 · 
증평여자중학교 · 
증평중학교 · 
진천여자중학교 · 
진천중학교

## 차
청산중학교 · 
청안중학교 · 
청운중학교 · 
청주남중학교 · 
청주동중학교 · 
청주여자중학교 · 
청주중앙여자중학교 · 
청주중앙중학교 · 
청주중학교 · 
청천중학교 · 
청풍중학교 · 
추풍령중학교 · 
충북대학교 사범대학 부설중학교 · 
충북여자중학교 · 
충일중학교 · 
충주대소원중학교 · 
충주미덕중학교 · 
충주북여자중학교 · 
충주여자중학교 · 
충주예성여자중학교 · 
충주중앙중학교 · 
충주중학교 · 
칠금중학교 · 
칠성중학교

## 타
탄금중학교

## 하
학산중학교 · 
한국교원대학교 부설 미호중학교 · 
한송중학교 · 
한일중학교 · 
현도중학교 · 
형석중학교 · 
회인중학교